# Pedro Armengol
Pedro Armengol (c. 1238 - 27 de abril de 1304), nascido Pedro Armengol Rocafort, era um católico espanhol de origem nobre e foi ladrão durante sua adolescência. Ele se tornou um membro professo dos Mercedários depois que experimentou uma conversão repentina e se dedicou a libertar os Cristãos perseguidos dos Mouros.
Armengol é mais conhecido por ter sido enforcado enquanto era prisioneiro dos mouros, mas sobreviveu à tentativa de assassinato.
Ele foi canonizado como santo em 8 de abril de 1687, depois que o Papa Inocêncio XI aprovou sua santidade e seu "culto" de longa data - ou devoção.

## Vida

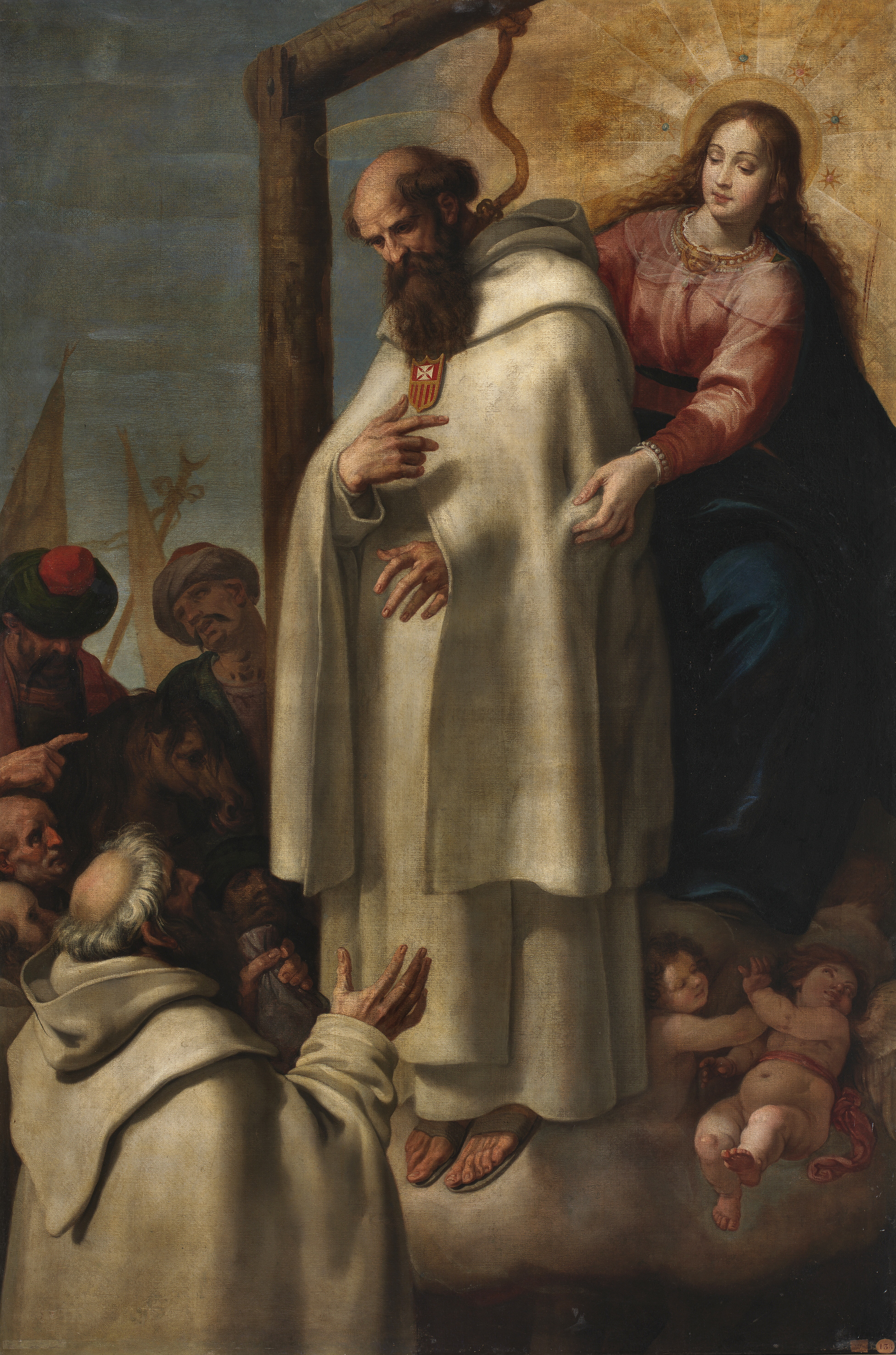
Quadro de Vicente Carducho retratando o enforcamento de São Pedro Armengol e a intervenção de Nossa Senhora

Pedro Armengol Rocafort nasceu em Tarragona em 1238, filho do nobre Arnau Armengol Rocafort.
Ele se tornou muito orgulhoso e competitivo e também tinha força de vontade quando adolescente, período em que se tornou um ladrão e formou um grupo coeso de bandidos tendo ele mesmo como líder. Em 1258, Jaime I de Aragão viajou para Montpellier de Valência, onde o pai de Armengol era um soldado da comitiva. Os bandidos de Armengol colidiram com os soldados e pai e filho logo foram reconhecidos durante a escaramuça. Armengol se rendeu em lágrimas ao perceber. Em Barcelona, ele apelou pelo perdão de Jaime I - embora a intervenção de seu pai o tenha concedido.
Seu período de reflexão na prisão causou uma repentina conversão religiosa dentro dele e ele decidiu se tornar um religioso professo. Ele se tornou um membro dos mercedários em 1258 e se dedicou a ajudar os cristãos perseguidos a libertá-los dos mouros. Em 1261 com William de Bas ele foi enviado para Murcia e libertou 213 cativos dos árabes e em 1262 foi para Granada com Fr. Bernardo de San Romano em que a dupla libertou 202 prisioneiros. Armengol também foi para Argel em 1264 para a mesma missão e também foi para Trangier e Orã.
Em 1266 ele e Guilherme de Bas foram para Bugia para libertar 18 cativos, mas ele foi detido (visto que queria ocupar o lugar daqueles presos) e condenado à forca. Ele suportou muitas torturas antes de ser enforcado. O irmão William, de coração partido, procurou os restos mortais de seu amigo para encontrá-lo vivo. Ele foi enforcado, mas a Mãe Santíssima veio em seu auxílio com a ajuda dos anjos e o impediu de ser morto. Guilherme chegou com um resgate, mas foi informado que não seria aceito porque Armengol fora enforcado. William o encontrou não muito depois de ainda estar vivo e o libertou. Armengol contou-lhe sobre a visão que teve e sobre seus salvadores. No entanto, a tentativa de execução teria um impacto duradouro em Armengol: deixou seu pescoço torcido e seu rosto tornou-se bastante abatido. A dupla usou o resgate para comprar a liberdade dos cativos e viajou de volta para a Catalunha.
Armengol morreu em 27 de abril de 1304. Em 1646, a igreja em que ele foi enterrado foi queimada, mas seus restos mortais não foram danificados. Pequenas modificações em sua tumba foram feitas em 1653.

## Santidade

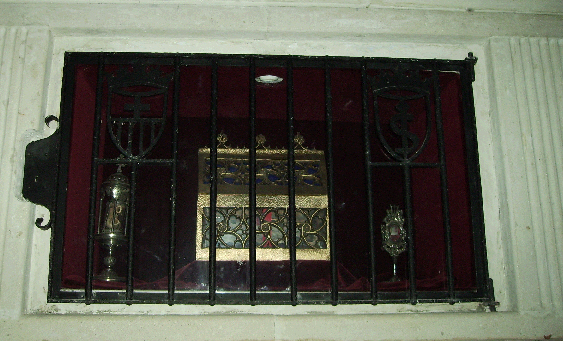
Túmulo

Em 28 de março de 1686, ele foi beatificado depois que o Papa Inocêncio XI aprovou seu antigo "culto" (devoção) e mais tarde o canonizou como santo em 8 de abril de 1687. O Papa Bento XIV fixou sua festa como sendo em 27 de abril - a data de sua morte - mas ela foi transferida em 1969 para 26 de abril devido à reforma do Calendário Romano Geral.